# Jules Ausset
Pour les articles homonymes, voir Ausset.
Jules Ausset est un artiste peintre français né à Montivilliers (Seine-Inférieure) le 2 décembre 1868, mort à Paris (16e arrondissement) le 18 mars 1955.

## Biographie

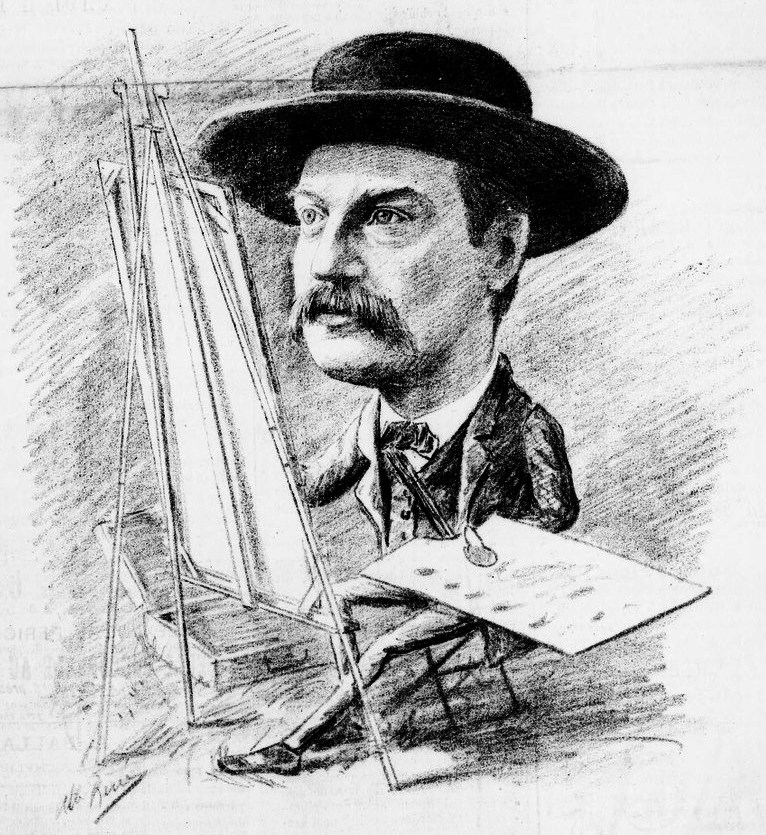
Charles Lhuillier

Jules Ausset naît « dans un milieu plutôt aisé », rue Impériale (aujourd'hui rue Léon-Gambetta) à Montivilliers, de l'union de Jean Ausset, receveur de l'Enregistrement et des Domaines, et de Florine Gosselin, sans profession.
Élève de Charles Lhuillier à l'École des beaux-arts du Havre où il a pour condisciples Georges Binet, Albert Roussat, Othon Friesz, Raoul Dufy, Gaston Prunier et Henri de Saint-Delis, il contribuera à éclairer la rigoureuse méthode pédagogique de cet admirateur de Camille Corot (ouverture de l'atelier dès six heures du matin, dessin au crayon d'après l'antique, étude des œuvres du musée…) en évoquant largement ses propres souvenirs : « de ma carrière d'élève, il me reste deux dates, 1894 et 1895, sur les deux derniers dessins de nus qui me firent obtenir le prix hors concours du Gouvernement. C'était un chauffeur de transatlantique qui posait, l'école était municipale et dépendait de la commission des beaux-arts du conseil municipal, encore très bourgeois à cette époque, et qui devait défendre la morale publique contre les rêveries dangereuses qu'aurait pu présenter l'emploi du nu féminin ».

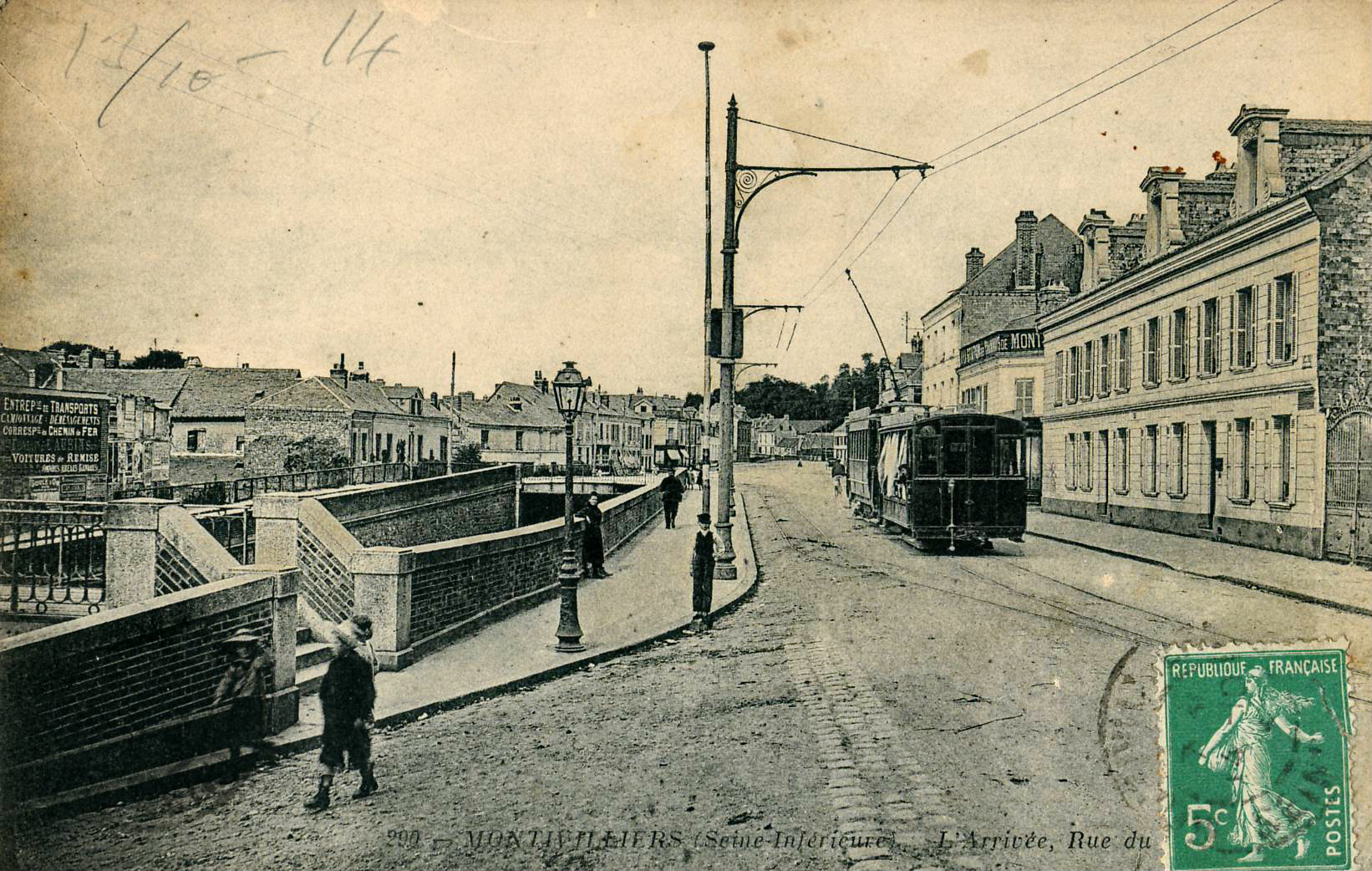
Montivilliers
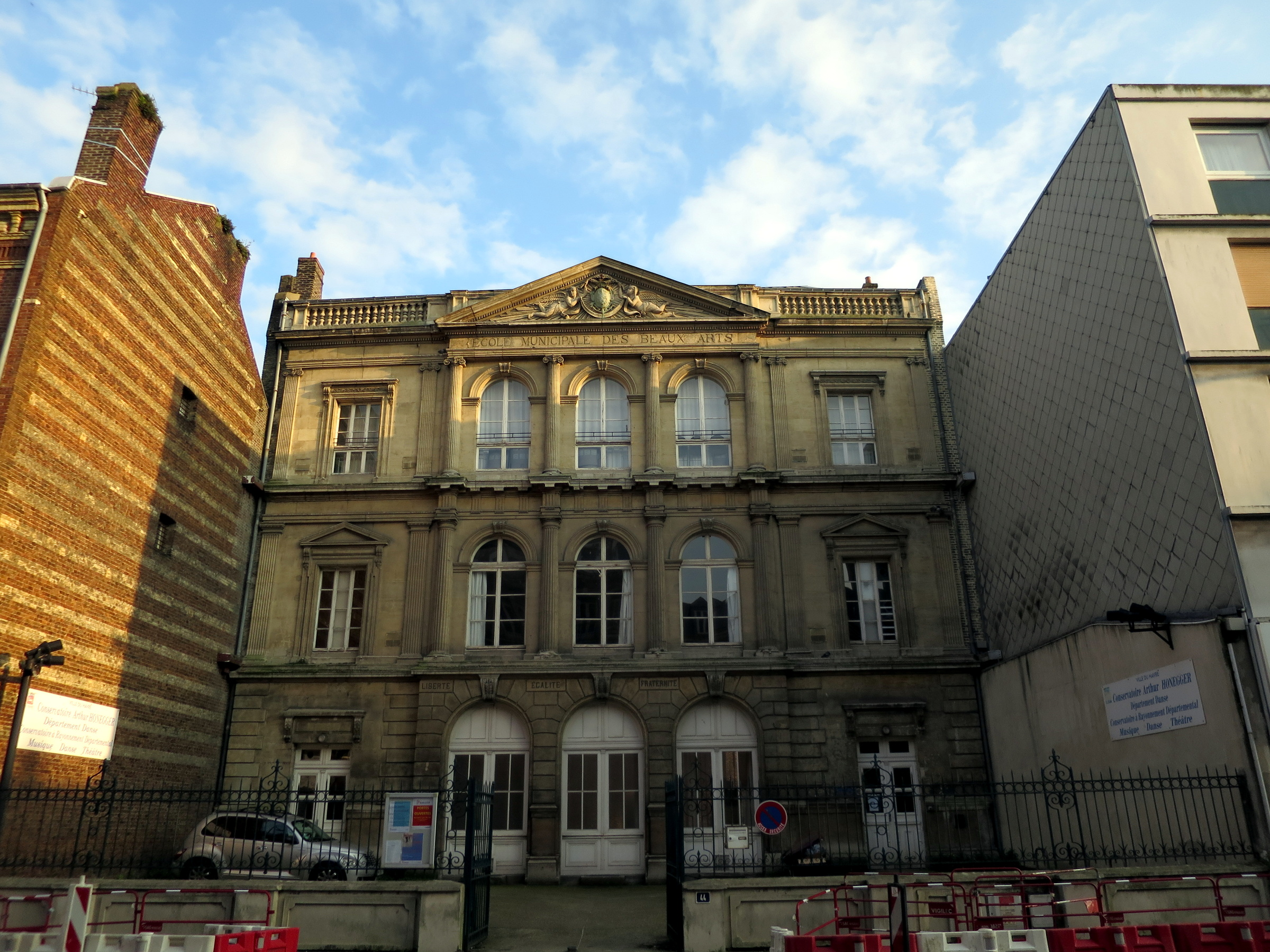
Le Havre, l'ancienne École des beaux-arts

Il est, dans la jeunesse d'Henri et René de Saint-Delis, proche de ceux-ci, fréquentant, à l'instar de Raoul Dufy, Othon Friesz, Gaston Prunier, Christian Adam et Jean Hervieux, l'atelier où les deux frères travaillent encore ensemble, en l'Hôtel Suisse du Havre, d'où il peut « profiter de la vue magnifique qui s'y offre sur le Bassin du Roi - le berceau du Havre - et sur l'avant-port ».
Jules Ausset qui, parallèlement à la peinture, est adepte de la spéculation boursière (il présente ainsi, en 1898 au concours de la Société havraise d'études diverses, un essai manuscrit intitulé La spéculation à terme, son rôle et son influence sur le commerce en général qui lui vaut une récompense de 160 francs), épouse Marthe Bravais au Havre le 10 août 1901. Vivant alors au 19, rue Casimir-Périer au Havre, il est membre et trésorier du Cercle de l'art moderne, une société d'amis des arts qui, parrainée par Guillaume Apollinaire, Claude Debussy et Frantz Jourdain et regroupant des artistes (on y trouve notamment avec lui Othon Friesz, Raoul Dufy et Georges Braque) et des collectionneurs, est active au Havre de 1906 à 1910,.

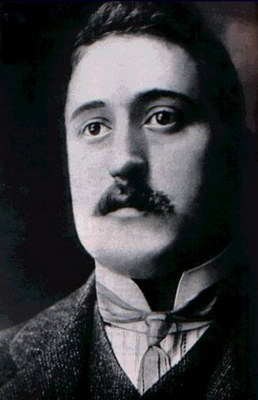
Guillaume Apollinaire
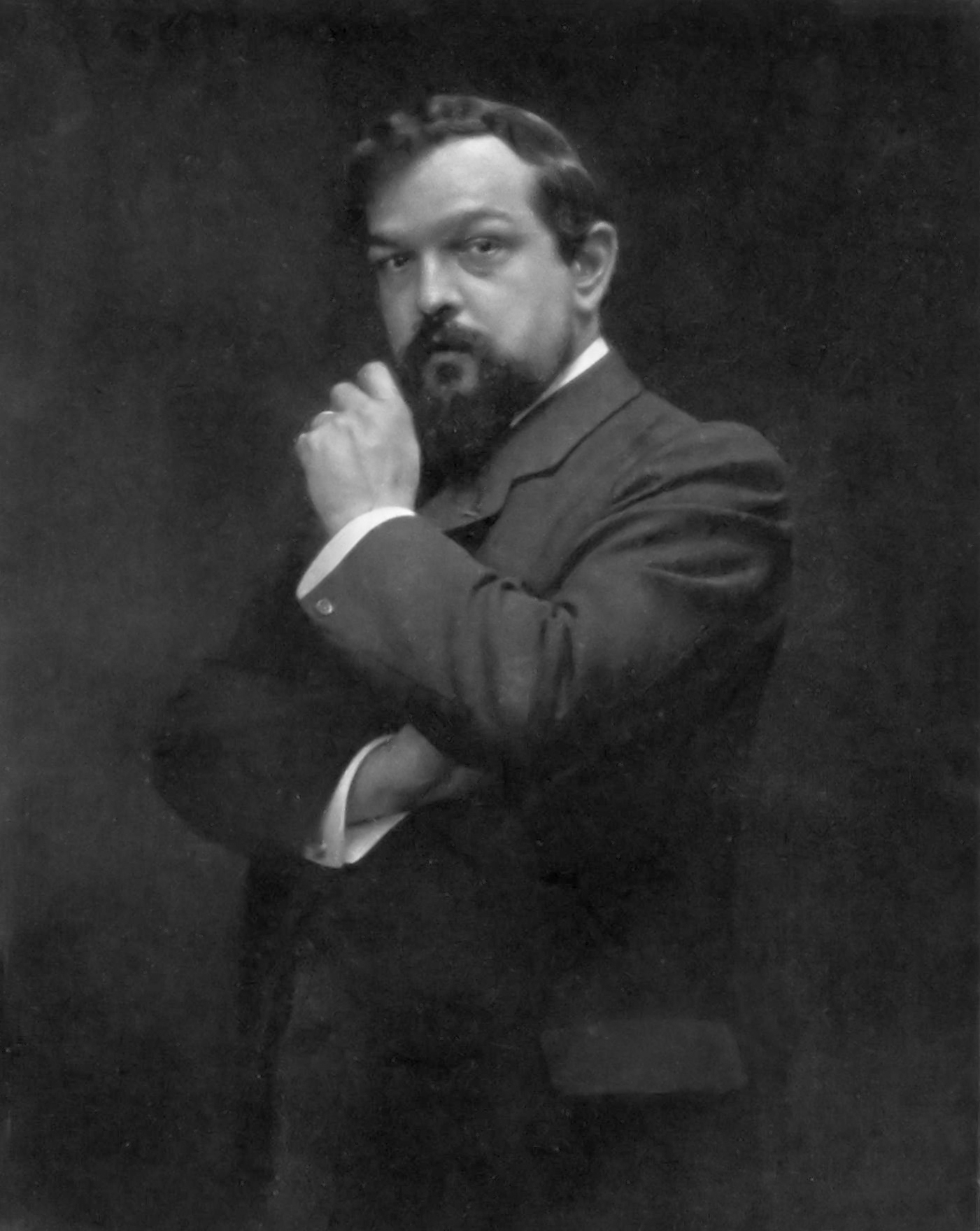
Claude Debussy
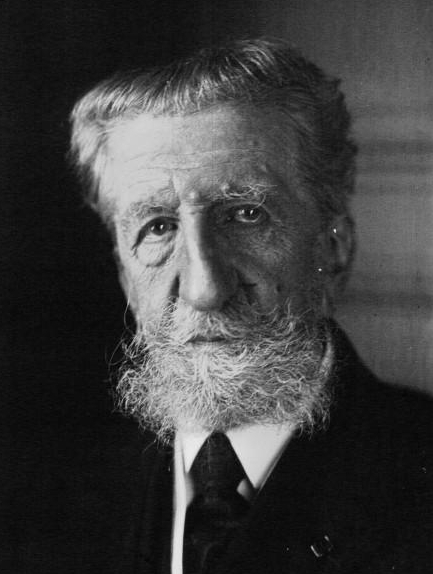
Frantz Jourdain
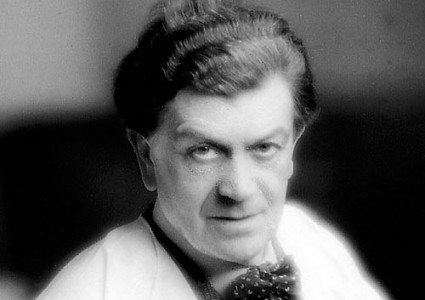
Othon Friesz
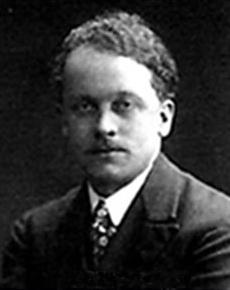
Raoul Dufy
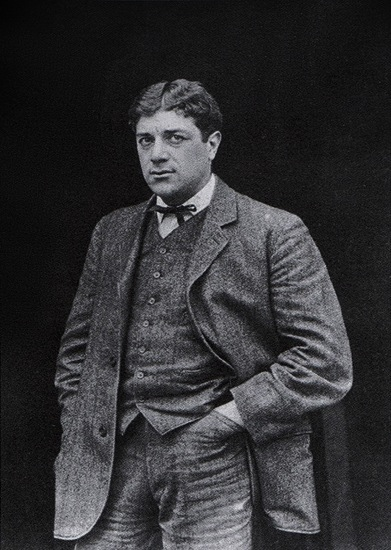
Georges Braque

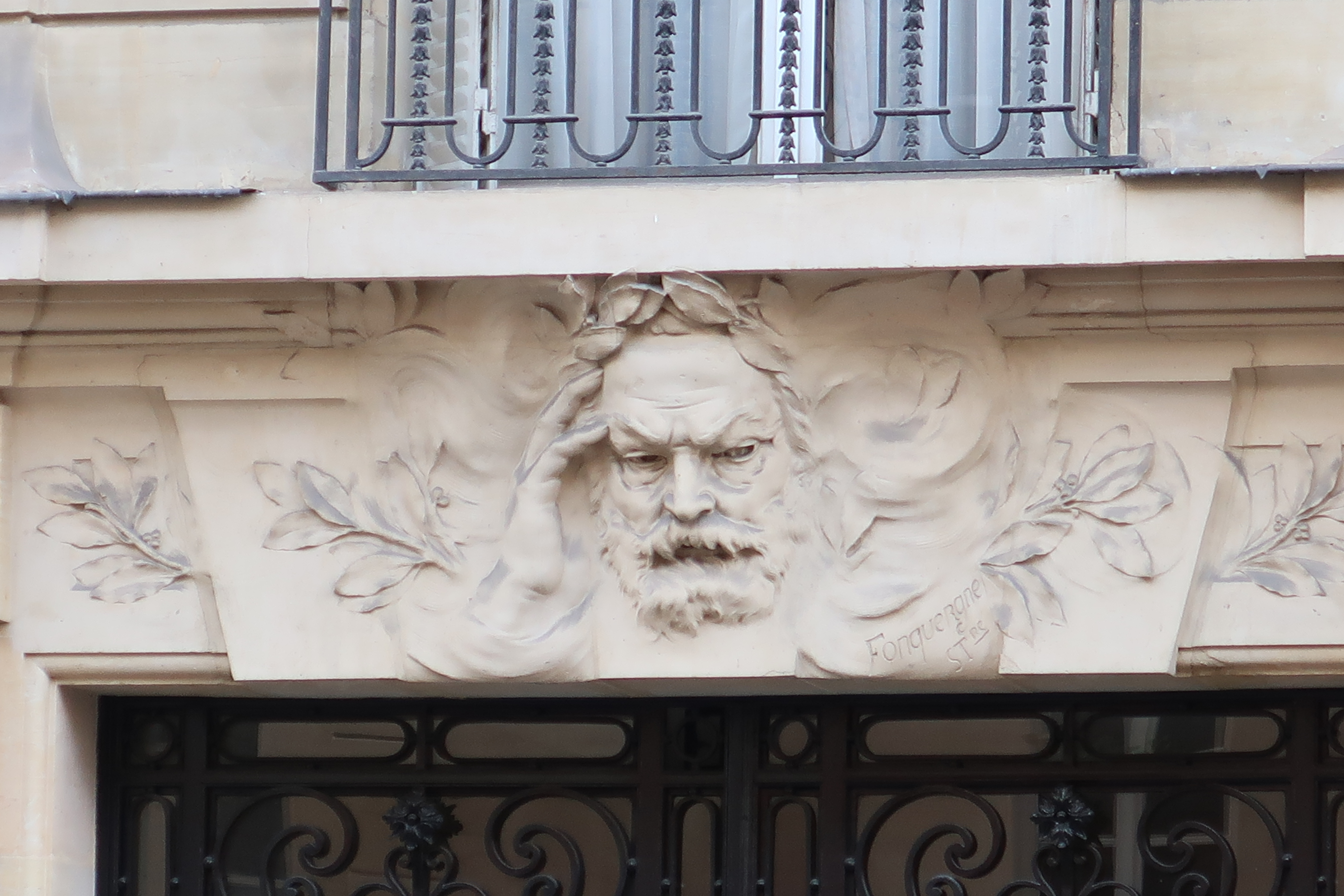
124, avenue Victor-Hugo, Paris (détail)

Le catalogue du Salon des Tuileries de 1928 donne Jules Ausset domicilié au 54, boulevard Albert-Ier au Havre. C'est plus tard que, grâce à des placements boursiers fructueux, il se fait construire un hôtel particulier boulevard Foch au Havre, puis qu'il s'installe successivement avenue Dode-de-la-Brunerie et au 124, avenue Victor-Hugo dans le 16e arrondissement de Paris.
Il meurt le 18 mars 1955 en l'hôtel particulier du 15, rue Boissière à Paris.

## Expositions

### Expositions personnelles
- Galerie Forlin, Le Havre, mai-juin 1919[11].
- Jules Ausset - Aquarelles, Galerie Georges Petit, Paris, 1926.

### Expositions collectives
- Expositions du Cercle de l'art moderne, Le Havre, 1906, 1907, 1908, 1909[12].
- Salon de La Cloche, Le Havre, décembre 1919[13].
- Salon d'automne, Paris, de 1921 à 1928[14].
- Salon des Tuileries, Paris, de 1924 à 1941[14].
- Exposition Au Bon Laboureur, Hôtel du Bon Laboureur, Saint-Léonard-des-Bois, été 1930[15].
- Trente artistes - Jean Aujame, Jules Ausset, Georges Braque, Suzanne Duchamp, Raoul Dufy, Othon Friesz, Paul-Élie Gernez, François Guéroult, Fernand Léger, Pierre Letellier, Georges Mirianon, Marcel Parturier, François Quelvée, Roger Tolmer, Jacques Villon…, Galerie Poirier, Paris, février 1961[16].
- Le Cercle de l'art moderne, Musée du Luxembourg, Paris, septembre 2012 - janvier 2013.
- Charles Lhuillier et l'école municipale des beaux-arts du Havre, Musée d'art moderne André-Malraux, Le Havre, décembre 2021 - février 2022[17].

## Réception critique
« Il y a là des paysages, des natures mortes, un portrait, des aquarelles et des toiles qui montrent sous un jour simple et séduisant le talent de l'artiste, sa souplesse en même temps qu'une évolution heureuse. Non point que le peintre ait complètement rompu avec les anciens principes et s'en soit séparé, en brandissant la palette violente et les pinceaux de la révolte. Il est même à remarquer que l'ensemble de son œuvre actuelle est beaucoup moins révolutionnaire que celle qu'il présenta naguère, à l'heure où s'affranchissaient brusquement les écoles en fièvre d'impressionnisme intensif et délirant. Mais il est à noter que, tout en conservant le culte du dessin et de la ligne précise, en restant fidèle à certains principes traditionnels, il accuse une recherche active des effets neufs ; et loin d'éviter la difficulté, il s'y attaque avec une belle franchise qui rend son effort digne d'attention et de sympathie… Soulignons surtout l'intérêt de l'ensemble et, chez la plupart des études, une vibrante luminosté. »

— - A.H., Le Petit Havre, 28 mai 1919.

## Collections publiques
- Musée d'art moderne André Malraux, Le Havre :
  - Autoportrait, huile sur toile 60 × 50 cm[18].
  - Portrait d'Albert Copieux, huile sur toile 61 × 50 cm, 1924[19].
  - Portrait d'Henri de Saint-Delis, huile sur toile 46 × 38 cm, 1929[20].

## Collections privées
- Conrad Kickert, Bord de mer, aquarelle 32 × 55 cm, 1925[21].